# Цветан Кузманов
Цветан Кузманов е български революционер, войвода на Вътрешната македоно-одринска революционна организация.

## Биография
Кузманов е роден в 1872 година в кратовското село Търновац, тогава в Османската империя. По време на Балканската война е доброволец в 1 рота, 3 солунска дружина на Македоно-одринското опълчение. В хода на бойните действия Кузманов е назначен за войвода на чета № 2 с която действа в Малгарско, Източна Тракия. Цветан Кузманов е награден с Орден за храброст IV степен.